# Talagunda
Talagunda oder Thalagunda  (Kannada ತಾಳಗುಂದ) ist ein Dorf mit knapp 2.000 Einwohnern (Zensus 2011) im indischen Bundesstaat Karnataka. Vom 4. bis 6. Jahrhundert war der Ort ein Subzentrum des Kadamba-Reiches – hier befand sich eine Ansiedlung von Brahmanen bzw. ein religiöses Zentrum (agraharam), in welchem wahrscheinlich auch Mayurasharma oder Mayuras Varman, der spätere Gründer der Kadamba-Dynastie, aufwuchs, lebte und studierte.

## Lage
Talagunda liegt in Übergangszone des wasserreichen Gebirgszugs der Westghats zum östlich gelegenen und weitaus trockeneren Dekkan-Plateau in einer Höhe von rund 620 m etwa 40 km (Fahrtstrecke) südöstlich von Banavasi, der ehemaligen Hauptstadt des Kadamba-Reiches. Die Tempelstätte befindet sich ca. 1 km nordwestlich des heutigen Dorfes. Das Klima ist wegen der Höhenlage gemäßigt; Regen (ca. 1965 mm/Jahr) fällt nahezu ausschließlich während der Monsunmonate Juni bis Oktober.

## Einwohner
Die Bewohner des Ortes sind nahezu ausnahmslos Hindus; andere Religionen sind in den ländlichen Regionen Südindiens von untergeordneter Bedeutung. Der männliche Bevölkerungsanteil liegt ca. 9 % über dem weiblichen.

## Wirtschaft
In der Region gedeihen Kokospalmen und andere Obstbäume; daneben wird – vorwiegend zur Selbstversorgung – Getreide und Gemüse angebaut. Die Viehzucht (Schafe, Ziegen, Hühner) ist von geringer Bedeutung.

## Geschichte
Erstmals erwähnt wird der Ort unter seinem früheren Namen Sthanagundur erstmals in der Zeit des in der zweiten Hälfte des 4. Jahrhunderts entstandenen Kadamba-Reiches. Hier wurden – wahrscheinlich in der unmittelbaren Umgebung eines bereits fertiggestellten oder noch zu bauenden Tempels – 32 Brahmanen mit ihren Familien angesiedelt, wodurch ein Brahmanendorf (agraharam) entstand.

## Sehenswürdigkeiten

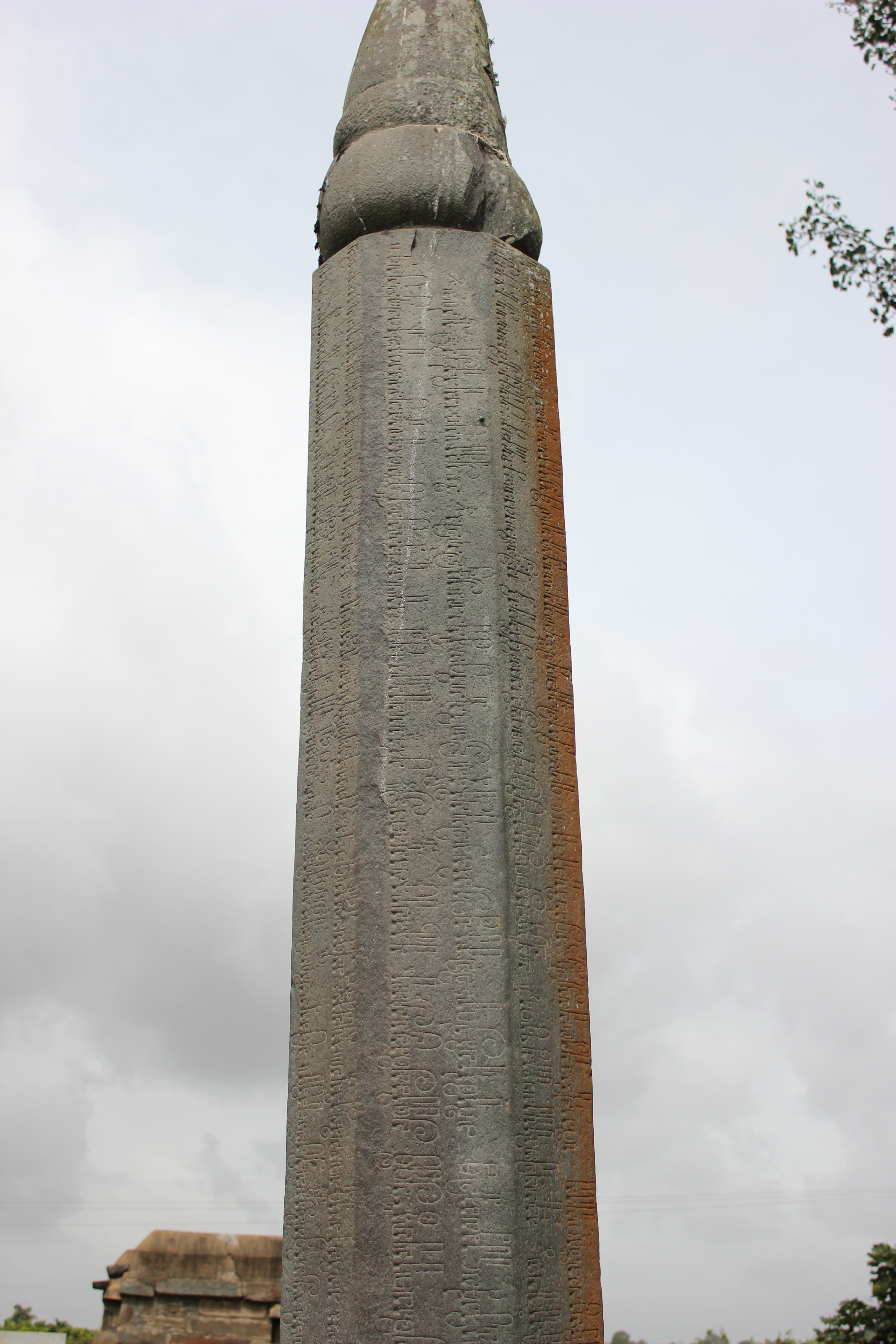
Inschriftenpfeiler mit Tempeldach im Hintergrund

- Der flachgedeckte und im Äußeren weitgehend ungegliederte, fensterlose Pranaveshwara Tempel ist dem Hindugott Shiva geweiht und entstand wahrscheinlich im 4. oder 5. Jahrhundert. Er wäre somit – noch vor den Bauten in Aihole – einer der ältesten (erhaltenen) Tempelbauten aus Stein in Zentral- und Südindien. Der Tempel besteht aus einer äußerlich geschlossenen, im Innern pfeilergestützten Vorhalle (mandapa) und der nur wenig breiteren Cella (garbhagriha); das Innere des Tempels empfängt sein Licht nur durch das stets offenstehende Portal, welches als einziger Bauteil spärlichen Reliefschmuck (Gajalakshmi im Türsturz; kalashas und Wächterfiguren am Seitengewände) zeigt. Die Cella beinhaltet einen Shiva-Lingam mit einer Lotosrosette darüber. Ein Dachaufsatz ist nicht vorhanden, was den Bau in eine vergleichbare Reihe mit den frühen nordindischen Gupta-Tempeln von Tigawa und Sanchi stellt.
- Rechts daneben befindet sich eine kleine Inschriftenstele.
- Wichtigstes Monument von Talagunda ist der ungefähr 18 m vor dem Tempel stehende etwa 4,50 m hohe oktogonale und aus nur einem einzigen Stein gefertigte, d. h. monolithische, Inschriftenpfeiler mit einem zunächst runden, dann aber spitz zulaufenden Aufsatz, dessen acht Seiten mit vertikalen doppelreihigen Inschriftbändern auf Sanskrit in altkanaresischer-Schrift überzogen sind. Als Verfasser wird ein gewisser Kubja genannt, der die Inschrift im Auftrag des Kadamba-Königs Santivarman (reg. um 450) erstellte und auch selbst in den Stein meißelte. Sie erwähnt den Dynastiegründer Mayurasharma (um 350), der an den Pallava-Hof nach Kanchipuram ging, um die alten Schriften zu studieren, dort aber von einer berittenen Wache gedemütigt wurde, woraufhin er das Schwert ergriff und zum Krieger (kshatriya) wurde. Die Inschrift preist aber auch die Brahmanen als „Götter auf Erden und Hüter der Veden“ (ausdrücklich genannt werden Samaveda, Rigveda und Yajurveda).